# William Stowe
William Arthur Stowe, detto Bill (Oak Park, 23 marzo 1940 – 8 febbraio 2016), è stato un canottiere statunitense.

## Palmarès

### Olimpiadi
- 1 medaglia:
  - 1 oro (Tokyo 1964 nell'otto)

### Giochi panamericani
- 1 medaglia:
  - 1 oro (Winnipeg 1967 nel quattro)

### Europei
- 1 medaglia:
  - 1 bronzo (Duisburg 1965 nell'otto)